# Ascalohybris flavicans
Ascalohybris flavicans is een insect uit de familie van de vlinderhaften (Ascalaphidae), die tot de orde netvleugeligen (Neuroptera) behoort. 
Ascalohybris flavicans is voor het eerst wetenschappelijk beschreven door Van der Weele in 1904.